# جيمي مارتن
جيمي مارتن (بالإنجليزية: Jimmy Martin)‏ هو سياسي أمريكي، ولد في 14 ديسمبر 1938 في الولايات المتحدة. حزبياً، نشط في الحزب الجمهوري. وقد انتخب عضو مجلس نواب ألاباما.